# Ísak Guttormsson
Ísak Guttormsson war von 1583 bis 1588 Løgmaður der Färöer.
Ísak war der Sohn des Løgmaður Guttormur Andrasson und wohnte auf Suðuroy, wo er Land in Nes und Vágur besaß. Viel mehr ist über ihn nicht bekannt.